# Sněhový jazyk
Sněhový jazyk je meteorologický jev, při kterém dochází k akumulaci sněhu menšího rozsahu v závětří terénní nebo jiné překážky. Tvoří se zvířením sypkého nebo prachového sněhu při rychlosti větru nad cca 7 m/s. 
Pokud výška akumulace dosáhne cca 25 cm a šířka alespoň 2 m, označuje se jako sněhová závěj.
Velmi zrádné jsou sněhové jazyky pro motoristy na odkrytých cestách mimo zástavbu, protože stěžují rozeznání hranice silnice a mohou způsobit smyk.  Ve zpravodajství je proto v zimě časté varování před tvorbou sněhových jazyků.
Obranu proti tvorbě sněhových jazyků poskytují zásněžky (sněholamy).